# Madsens septiktanker
Madsens septiktanker er det andet studiealbum fra den danske rockmusiker Johnny Madsen, udgivet i 1986.

## Numre
1. "Morgen blues" – 3:42
2. "Maden på risten" – 2:16
3. "Sergei og Johnny" – 3:54
4. "59" – 3:04
5. "Jens Oluf" – 2:56
6. "Madsens septiktanker" – 2:04
7. "Perlen" – 2:51
8. "Terylene bukser" – 3:52
9. "Eigils hemmelige liv" – 3:22
10. "D-Mark blues" – 2:47
11. "Det hvide gennemsnit" – 3:00
12. "Ta' mod vest" – 2:07